# Dolina (Vrbje)
Dolina je naseljeno mjesto u Republici Hrvatskoj u općini Vrbje u Brodsko-posavskoj županiji. 

## Zemljopis
Nalazi se na obali rijeke Save 17 km južno od Nove Gradiške, susjedna sela su Mačkovac na istoku i Sičice na sjeveru.

## Stanovništvo
Prema popisu stanovništva iz 2011. godine Dolina je imala 254 stanovnika, dok je 2001. godine imala 369 stanovnika od toga 368 Hrvata. 
| broj stanovnika | 437   | 475   | 428   | 500   | 522   | 583   | 538   | 560   | 575   | 576   | 558   | 515   | 468   | 425   | 369   | 254   | 174   |
|                 | 1857. | 1869. | 1880. | 1890. | 1900. | 1910. | 1921. | 1931. | 1948. | 1953. | 1961. | 1971. | 1981. | 1991. | 2001. | 2011. | 2021. |